# Championnat du Sénégal de football 2022-2023
Navigation
Ligue 1 2021-2022 Ligue 1 2023-2024
La saison 2022-2023 de Ligue 1 sénégalaise est la soixantième édition du championnat du Sénégal de football et la quinzième sous l'appellation « Ligue 1 ».
Le Casa Sport est le tenant du titre.

## Déroulement de la saison
Le championnat devait commencer le 1er octobre 2022, pour des raisons administratives la première journée a lieu le 15 octobre.
Le 6 juin 2023, la Fédération sénégalaise de football annonce la suspension de toutes les compétitions nationales jusqu'à nouvel ordre en raison de la crise politique dans le pays. Le championnat reprend le 18 juin.

## Classement
| Rang | Équipe                         | Pts | J  | G  | N  | P  | Bp | Bc | Diff |
| ---- | ------------------------------ | --- | -- | -- | -- | -- | -- | -- | ---- |
| 1    | AS Génération Foot             | 53  | 26 | 16 | 5  | 5  | 33 | 15 | +18  |
| 2    | Casa Sport T                   | 43  | 26 | 12 | 7  | 7  | 32 | 23 | +9   |
| 3    | Guédiawaye FC                  | 43  | 26 | 11 | 9  | 6  | 28 | 19 | +9   |
| 4    | Diambars FC                    | 42  | 26 | 13 | 3  | 10 | 33 | 25 | +8   |
| 5    | Jaraaf                         | 37  | 26 | 10 | 7  | 9  | 18 | 15 | +3   |
| 6    | Teungueth FC                   | 36  | 26 | 10 | 6  | 10 | 24 | 23 | +1   |
| 7    | Sonacos BFP P                  | 35  | 26 | 8  | 11 | 7  | 38 | 18 | +20  |
| 8    | US Gorée                       | 33  | 26 | 7  | 12 | 7  | 19 | 20 | -1   |
| 9    | AS Dakar Sacré-Cœur            | 32  | 26 | 7  | 11 | 8  | 16 | 18 | -2   |
| 10   | AS Pikine                      | 31  | 26 | 7  | 10 | 9  | 16 | 20 | -4   |
| 11   | ASC La Linguère de Saint-Louis | 30  | 26 | 7  | 9  | 10 | 24 | 23 | +1   |
| 12   | Stade de Mbour P               | 29  | 26 | 4  | 17 | 5  | 15 | 19 | -4   |
| 13   | AS Douanes                     | 28  | 26 | 6  | 10 | 10 | 12 | 24 | -12  |
| 14   | CNEPS Excellence               | 12  | 26 | 1  | 9  | 16 | 19 | 47 | -28  |

|  | Qualification pour la Ligue des champions de la CAF 2023-2024                                      |
|  | Qualification pour la Coupe de la confédération 2023-2024                                          |
|  | Relégation en Ligue 2                                                                              |
|  | T : Tenant du titre C : Vainqueur de la Coupe du Sénégal de football 2022-2023 P : Promu de Ligue2 |

## Bilan de la saison
| Championnat du Sénégal de football 2022-2023 |                               |
| Champion                                     | AS Génération Foot (3e titre) |
| Qualifications continentales                 |                               |
| Ligue des champions de la CAF 2023-2024      | AS Génération Foot            |
| Coupe de la confédération 2023-2024          | Casa Sport                    |
| Promotions et relégations                    |                               |
| Promus en Ligue 1                            | Jamono Fatick                 |
| Promus en Ligue 1                            | US Ouakam                     |
| Relégués en Ligue 2                          | AS Douanes                    |
| Relégués en Ligue 2                          | CNEPS Excellence              |

## Équipe type
| Entraîneur      | Balla Djiba                                                 |                                                      |                                                     |
| Gardiens        | Défenseurs                                                  | Milieux                                              | Attaquants                                          |
| Pape Mamadou Sy | Souleyman Basse Cheikh O. Ndiaye Marc A. Mendy Mamadou Sané | Christopher S. Simon Djibril Diarra Elimane O. Cissé | Jean L. B. Diouf Cheikh Ibra Diouf Abdoulie Kassama |